# Hawaiiandra
Hawaiiandra is een kevergeslacht uit de familie van de boktorren (Cerambycidae). De wetenschappelijke naam van het geslacht werd voor het eerst geldig gepubliceerd in 2010 door Santos-Silva, Heffern & Matsuda.

## Soorten
Hawaiiandra is monotypisch en omvat slechts de volgende soort:
- Hawaiiandra puncticeps (Sharp, 1878)